# حزب کشاورز–کارگر
اولین حزب مدرن کشاورز-کارگر در ایالات متحده در ۱۹۱۸ در مینه سوتا ظهور کرد. پیوستن آمریکا به جنگ جهانی اول توازن دستمزد کارگران و قیمتهای کشاورزی با قیمتهای شدیداً فزاینده خرده فروشی در سالهای جنگ برهم زد و کشاورزان و کارگران خواستار ایجاد جنبشی مشترک در فضای سیاسی برای جبران نارضایتی خود شدند.